# Tomias Keno
Tomias Keno (1990) is een Nederlandse schrijver, singer-songwriter en scenarist. Keno studeerde in 2012 af aan de Koningstheateracademie in 's-Hertogenbosch. Hij bereikte de halve finales van zowel de Grote Prijs van Nederland als het Amsterdams Kleinkunst Festival, en schreef muziek voor diverse Nederlandse kleinkunst- en popartiesten. In 2016 behaalde het nummer Groene Tante Gea dat hij schreef voor het Kinderen voor Kinderen-album Voor Altijd Jong de platinastatus.
Als schrijver publiceerde Keno korte verhalen in onder andere Op Ruwe Planken, DW B, De Optimist en deFusie. In 2022 presenteerde hij het multidisciplinaire project Astronaut, bestaande uit een roman, een fictiepodcast en een popalbum. De verhalende podcast De zaak Astronaut stond wekenlang hoog in de hitlijsten van Spotify en iTunes, werd genomineerd voor de NTR Podcastprijs en de Belgian Podcast Awards, en won de podcastprijs van het Dutch Directors Guild. Daarnaast stond de podcast op de shortlist van de internationale Rose d'Or Awards in de categorie Audio Entertainment, als enige Nederlandse inzending.
In 2024 maakte Keno samen met Maurits Spijkerman de podcast Waar is Anita Moran?, exclusief uitgebracht via Podimo. Een jaar later, in 2025, schreef hij samen met Spijkerman het verhaal voor de Nederlandse romantische dramafilm Red Flags.

## Astronaut
In het project Astronaut, dat bestaat uit een roman, een podcast en een muziekalbum, vertelde Keno het verhaal van een onbekende man die aanspoelt op een van de Nederlandse Waddeneilanden. Over zijn identiteit is niets bekend. Omdat de man geen woord zegt, wordt hij opgenomen op de psychiatrische afdeling van een ziekenhuis. Als een verpleegkundige hem pen en papier overhandigt, in de hoop dat hij zijn naam opschrijft, tekent de man in plaats daarvan gedetailleerd de planeten en hemellichamen van ons zonnestelsel. Hij krijgt de bijnaam Astronaut. In de hoop zijn identiteit te achterhalen, opent de politie een tiplijn, waar meer dan 500 keer naar wordt gebeld. Het verhaal is geïnspireerd op het waargebeurde verhaal van de Pianoman.

De roman Astronaut richt zich op Angela en haar geadopteerde zoon Rocko, die in contact komen met de zwijgende vreemdeling. In de bijbehorende podcast De zaak Astronaut volgt een journalist het politieonderzoek. Hij komt in contact met uiteenlopende mensen die stuk voor stuk het antwoord denken te hebben op de vraag wie de man is. De dialogen van de podcast kwamen tot stand door improvisatie. Acteurs die meespeelde in de podcast waren onder andere cabaretiers Patrick Nederkoorn, Marco Lopes en Anne van Rijn van cabaretduo Dames voor Na Vieren. Het bijbehorende muziekalbum bevat twaalf popsongs, geschreven vanuit het perspectief van de Astronaut. Muziek van het album was in bewerkte vorm te horen in de bijbehorende podcast.